# Івіни (Вроцлавський повіт)
Івіни (пол. Iwiny) — село в Польщі, у гміні Сехниці Вроцлавського повіту Нижньосілезького воєводства.
Населення — 567 осіб (2011).
У 1975-1998 роках село належало до Вроцлавського воєводства.

## Демографія
Демографічна структура станом на 31 березня 2011 року:
|          | Загалом | Допрацездатний вік | Працездатний вік | Постпрацездатний вік |
| -------- | ------- | ------------------ | ---------------- | -------------------- |
| Чоловіки | 278     | 59                 | 190              | 29                   |
| Жінки    | 289     | 60                 | 181              | 48                   |
| Разом    | 567     | 119                | 371              | 77                   |